# Antonín Hudeček
Antonín Hudeček (14. ledna 1872 Loucká u Ředhoště – 11. srpna 1941 Častolovice) byl český malíř-krajinář.

## Život
Po maturitě na reálném gymnáziu v Roudnici studoval od roku 1887 Akademii výtvarných umění v Praze u profesorů Maxmiliána Pirnera a Václava Brožíka. Věnoval se figurální malbě, kterou v letech 1891–1893 studoval také v Mnichově u O. Seitze. Od roku 1895 měl atelier v Praze a připojil se – společně s Antonínem Slavíčkem – ke skupině malířů, kteří pod vedením Juliuse Mařáka malovali krajiny zejména v okolí Okoře. Roku 1898 vystavoval na první výstavě spolku Mánes a roku 1900 poprvé ve Vídni.
V roce 1902 cestoval s Janem Preislerem po Itálii a Sicílii. Z cesty vytěžil značný počet olejových skic, podle nichž pak maloval rozměrné mariny. Později maloval krajiny v okolí Kolína a pohledy na Prahu. Koncem roku 1908 odjel na Sicílii podruhé, doprovázen svými přáteli sochařem Jaroslavem Vorlem a jeho manželkou operní pěvkyní Marianou Vorlovou, a do konce dubna 1909 pobýval v Syrakusách. Do Mariany se Hudeček zamiloval a měl s ní nemanželského syna Jiřího. Za války spolu s ní pobýval v Solnohradu, kde se s nimi seznámil její pozdější druhý manžel, sochař Ladislav Beneš.
V roce 1909 Hudeček maloval v okolí Police nad Metují v Orlických horách. Dvakrát navštívil ostrov Rujanu, od roku 1920 pravidelně pobýval v Tatrách a v Banské Bystrici a od roku 1927 také na Podkarpatskou Rus. Roku 1930 byl jmenován řádným členem České akademie věd a umění a za životní dílo dostal její cenu. V roce 1940 obdržel Národní cenu za malířskou tvorbu . Od roku 1927 žil ve své vile v Častolovicích, kde také v roce 1941 zemřel.

## Dílo
Po prvních pokusech o figurální malbu i akty se Hudeček plně věnoval malbě krajin, lesa a selských stavení. Byl ovlivněn J. Mařákem, A. Slavíčkem a do jisté míry i francouzským impresionismem, jeho obrazy jsou však spíš realistické. Hudečkovy četné obrazy se i dnes vysoce cení.

## Galerie

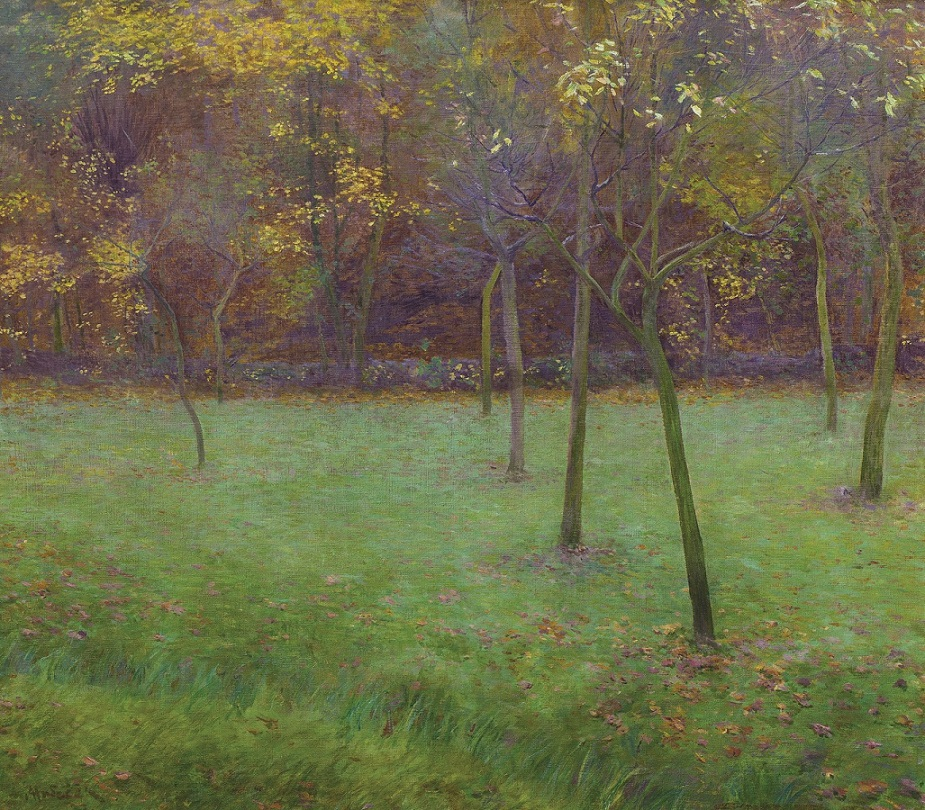
Antonín Hudeček V zahradě (1899)
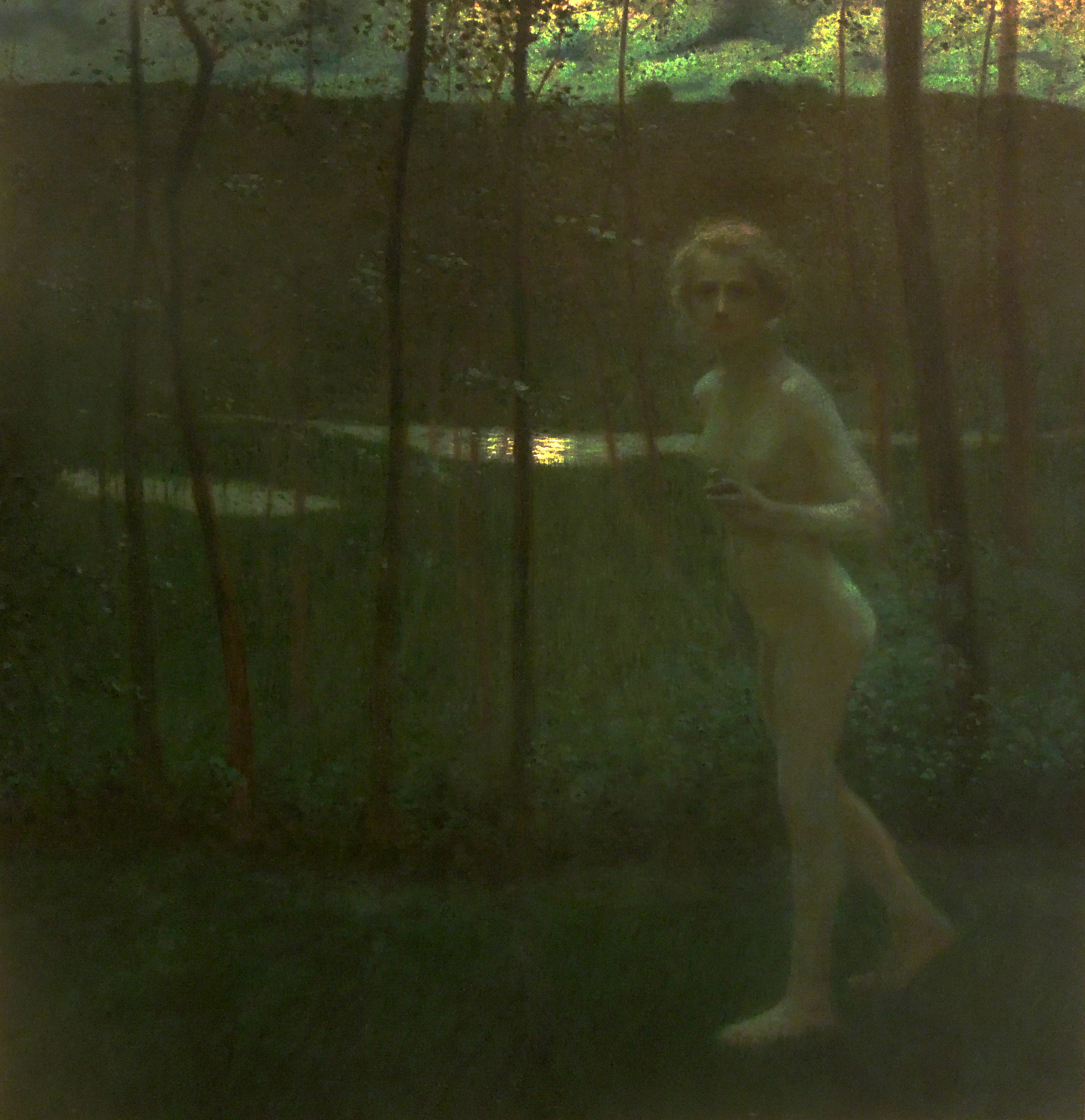
Antonín Hudeček Psyché (1901)
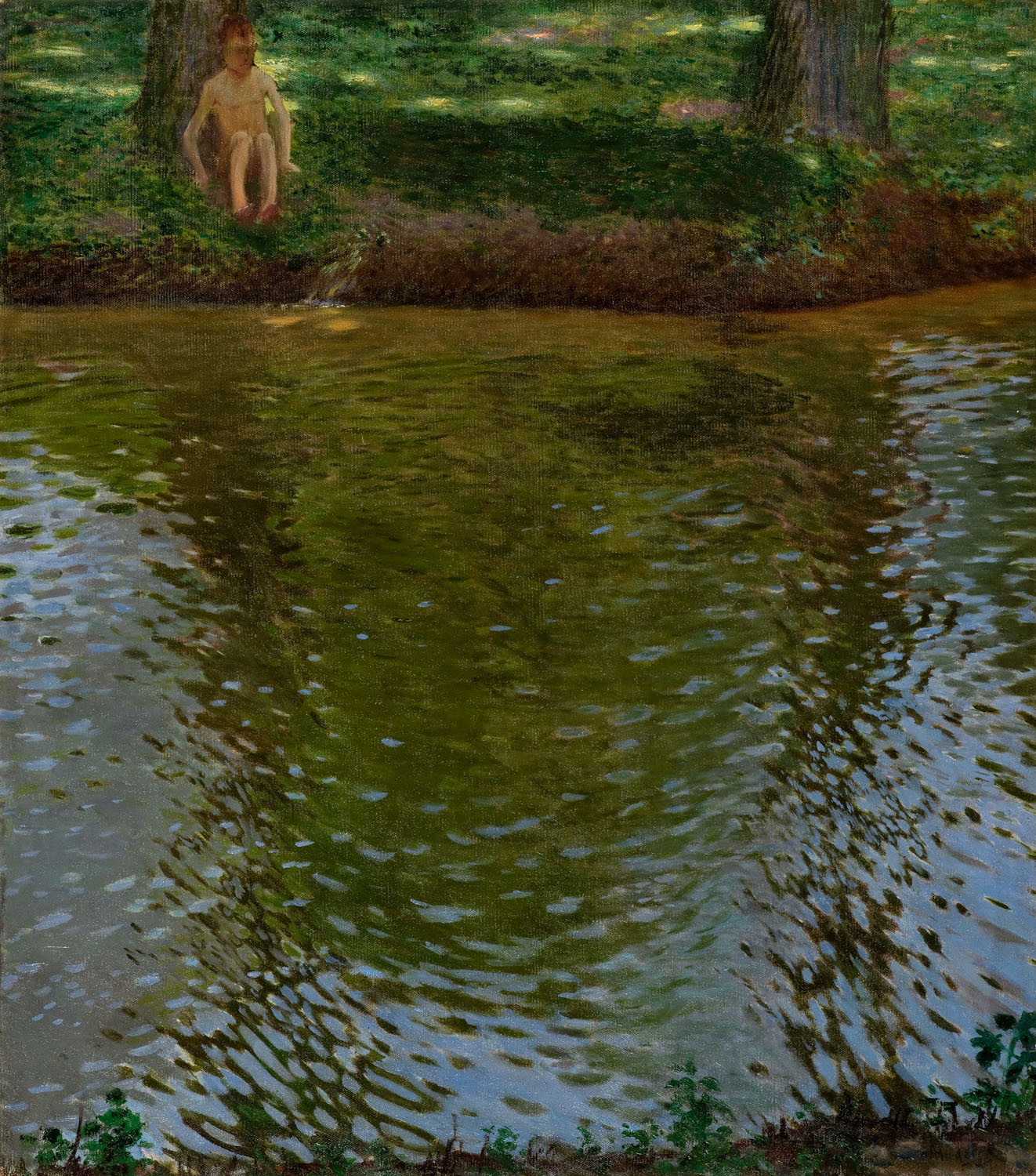
Antonín Hudeček Na břehu rybníka
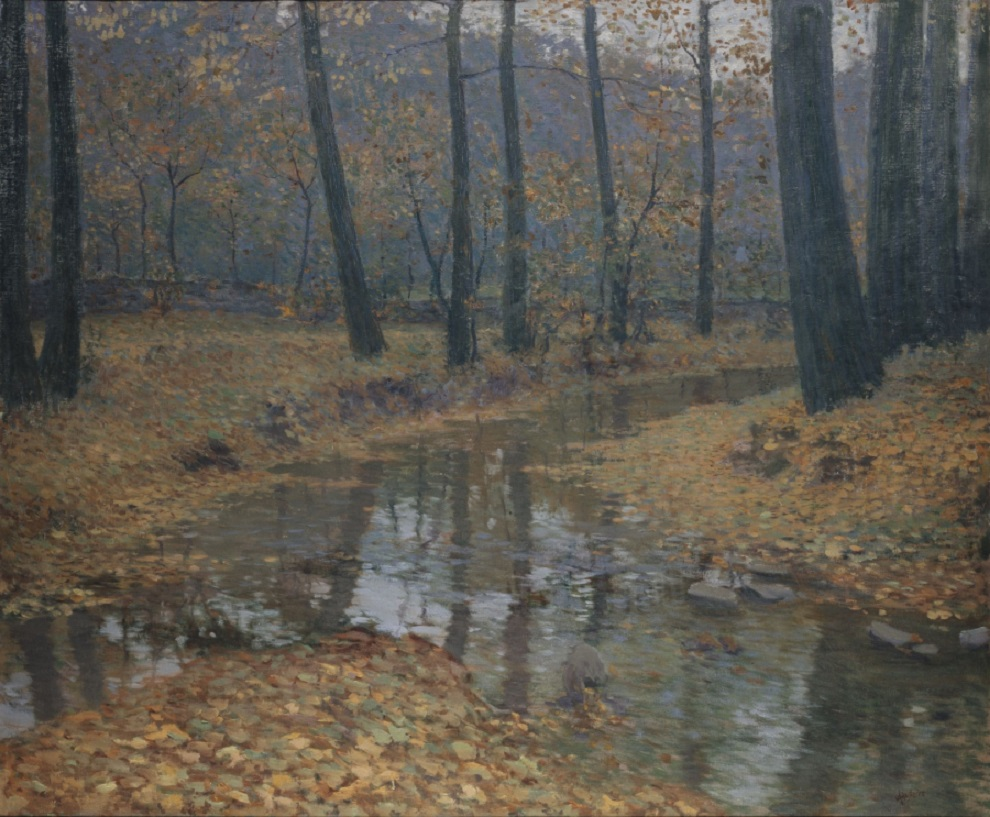
Antonín Hudeček Potok na podzim (1903)
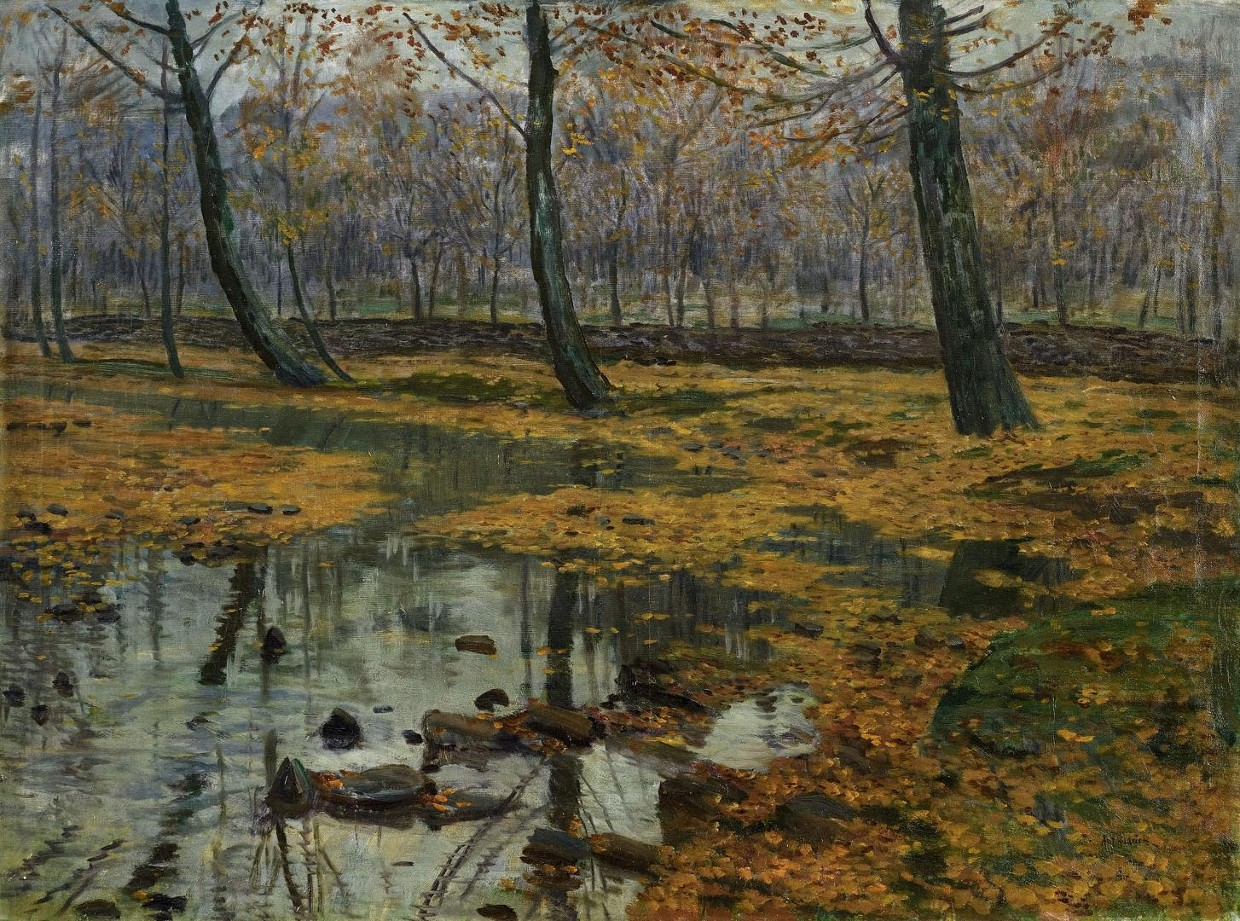
Antonín Hudeček Okořský potok na podzim
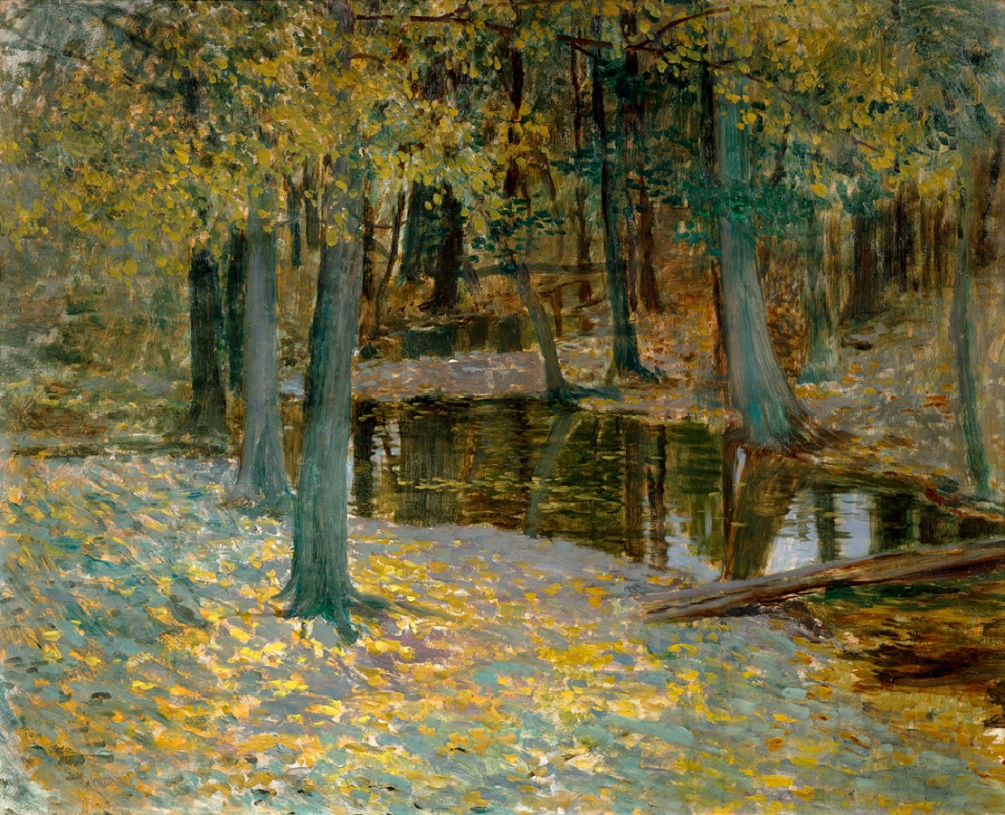
Antonín Hudeček Podzimní potok
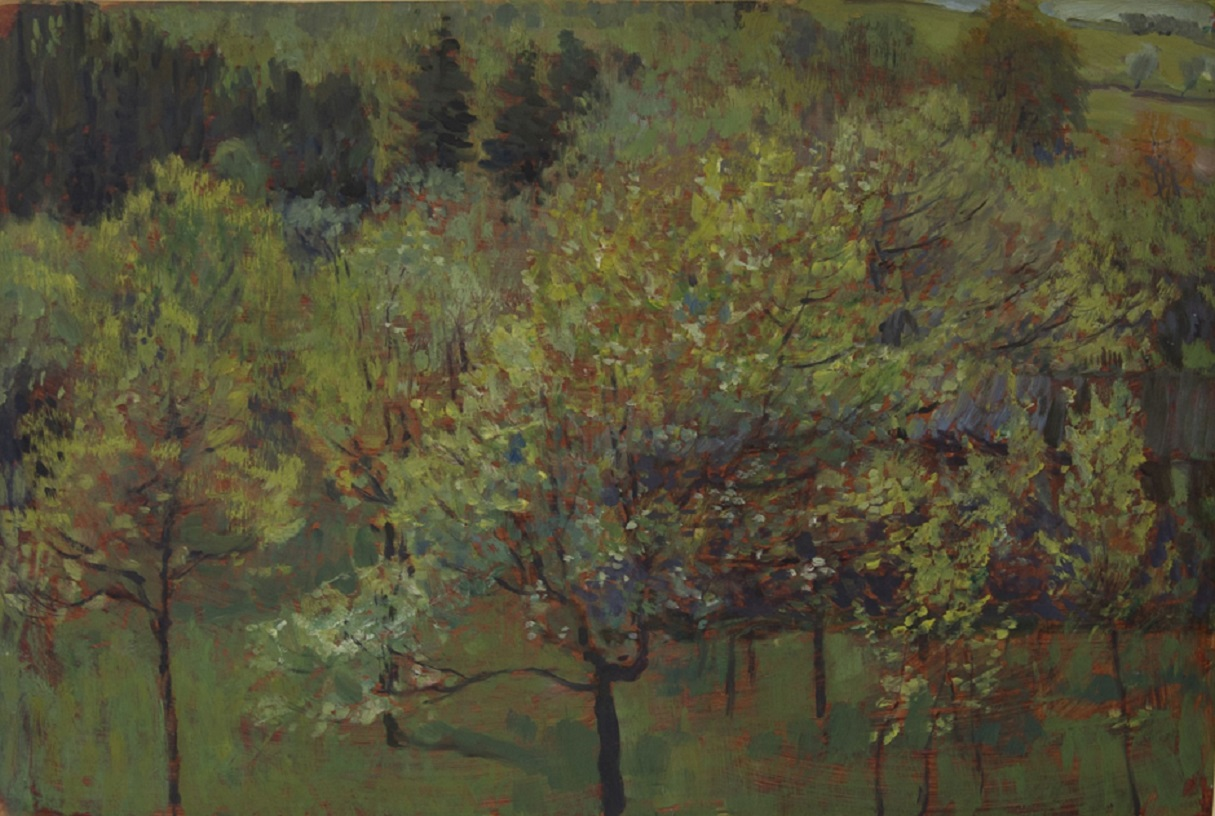
Antonín Hudeček Podzimní sad
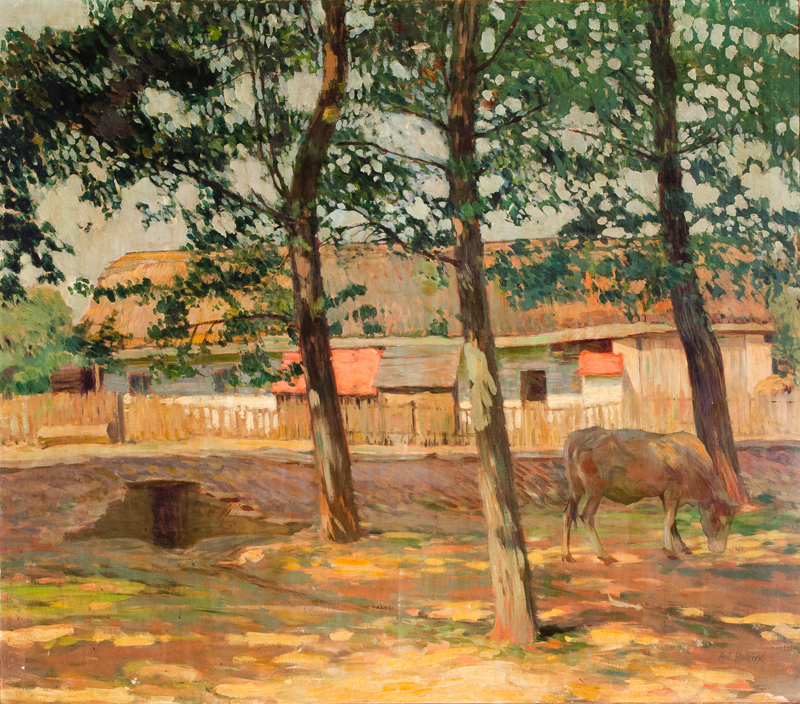
Antonín Hudeček Na sedláckém dvoře
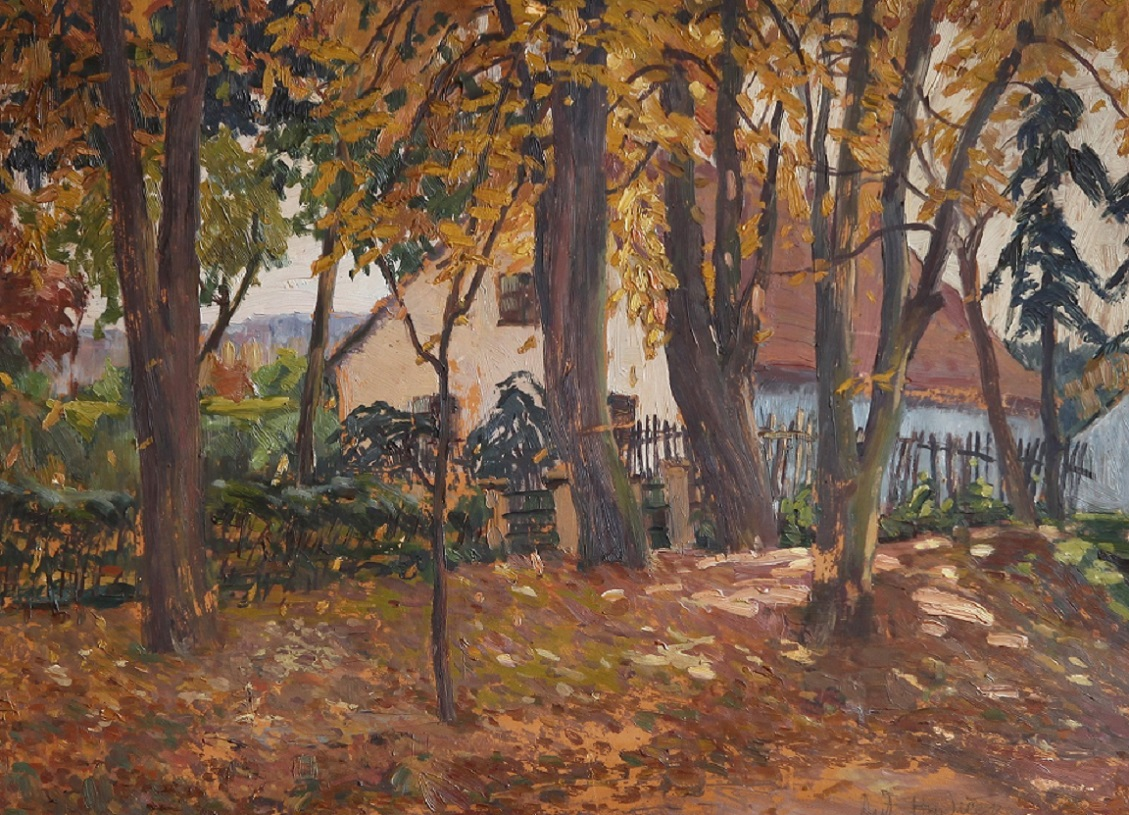
Antonín Hudeček Chalupa u lesa
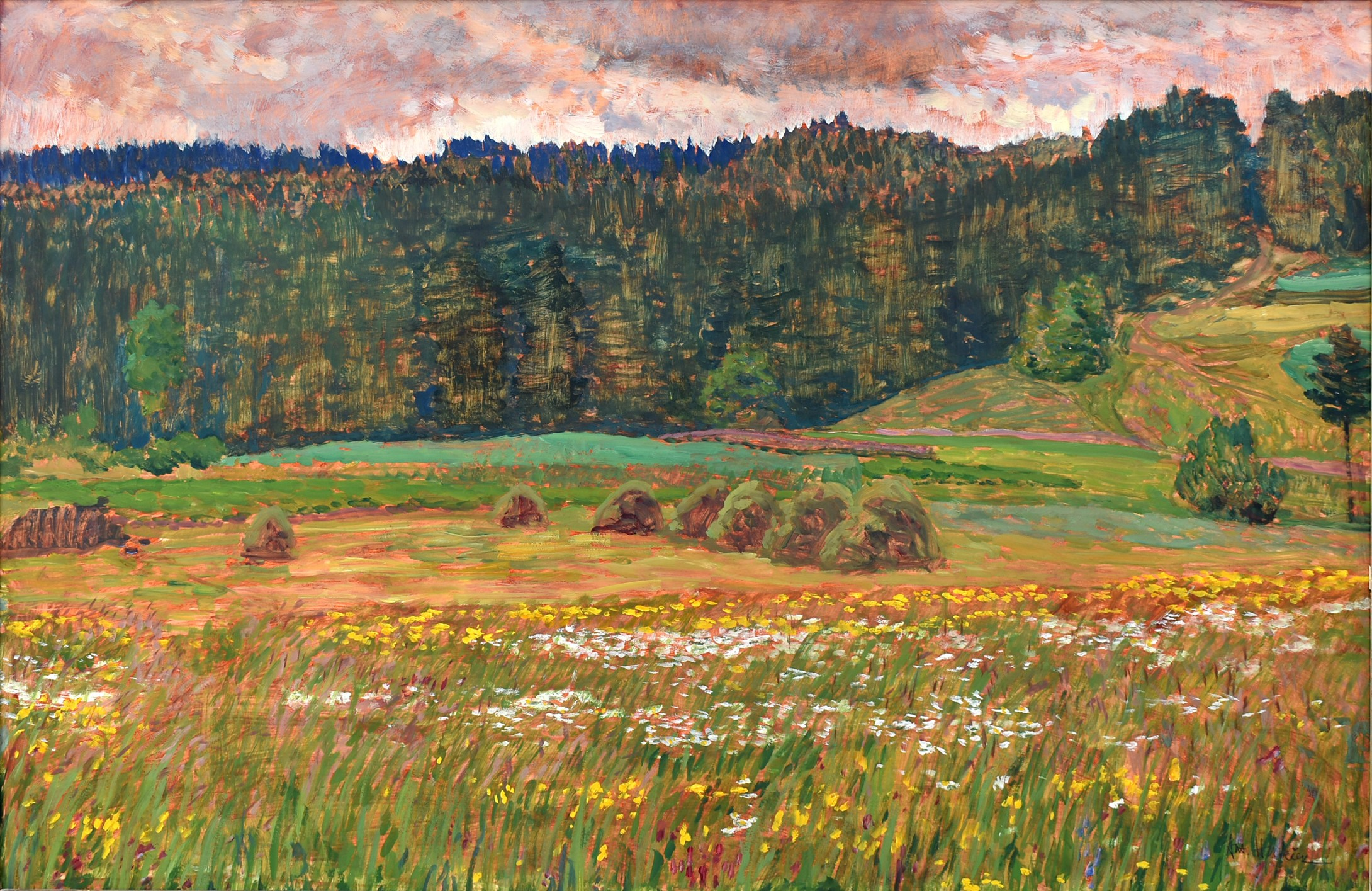
Antonín Hudeček Rozkvetlá louka
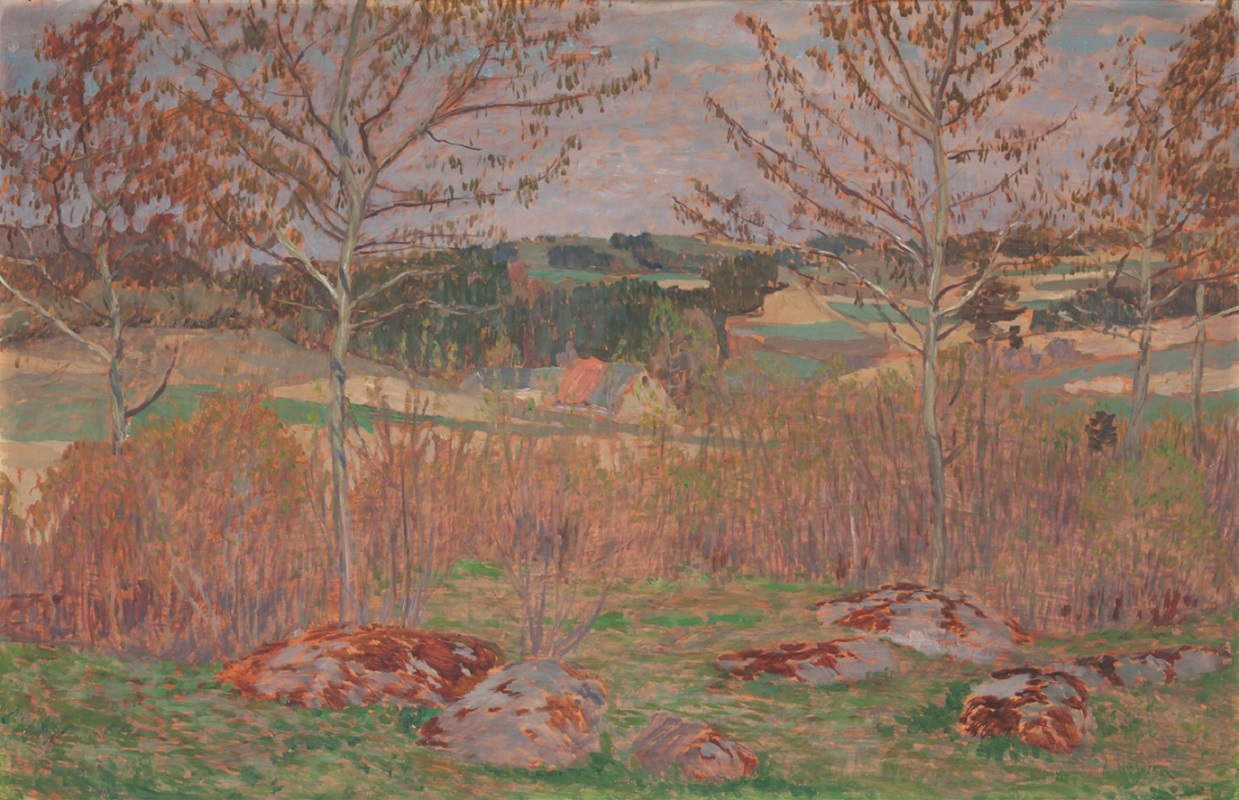
Antonín Hudeček Krajina z Policka
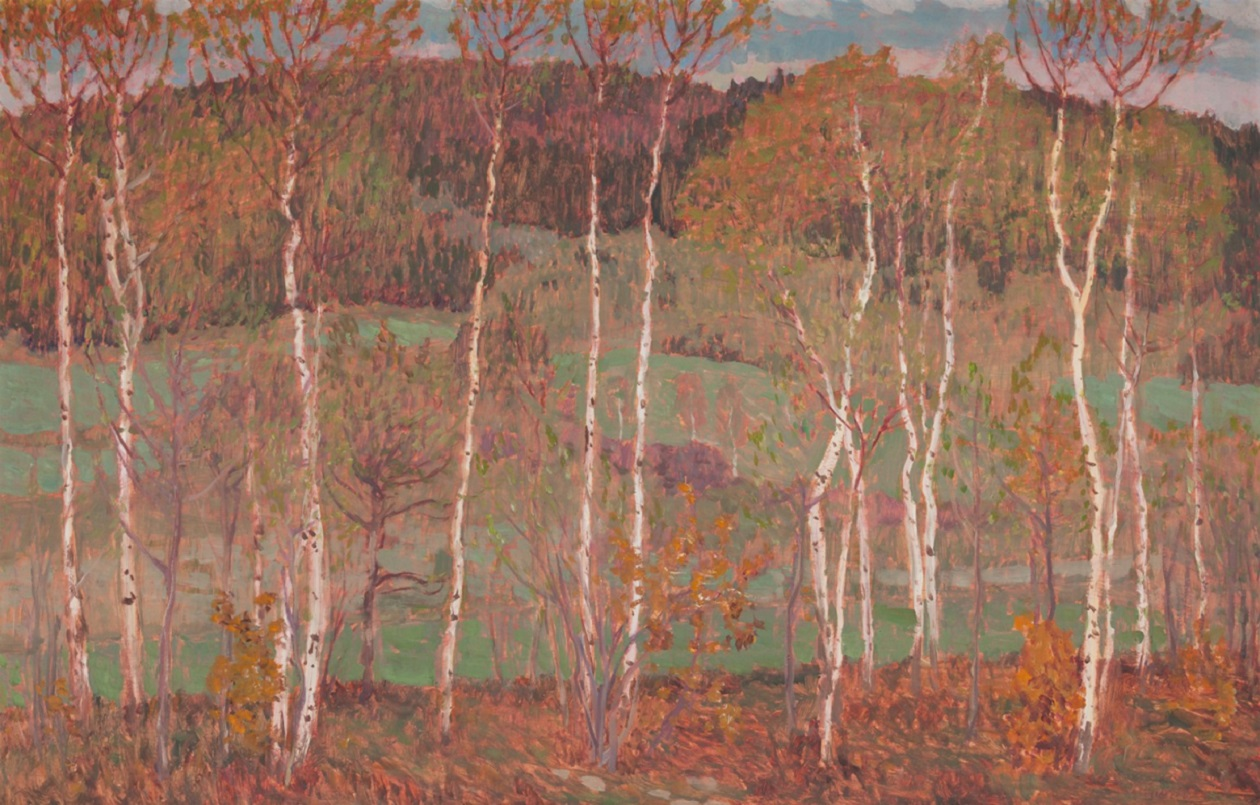
Antonín Hudeček Krajina s břízami
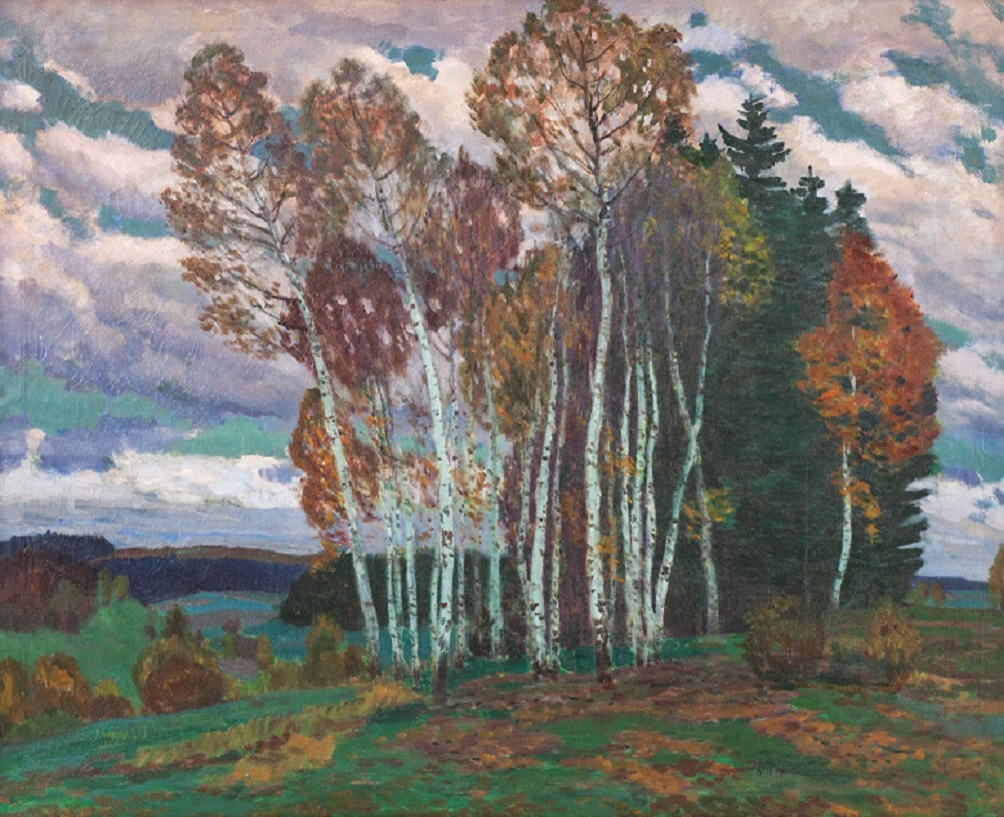
Antonín Hudeček Březový háj
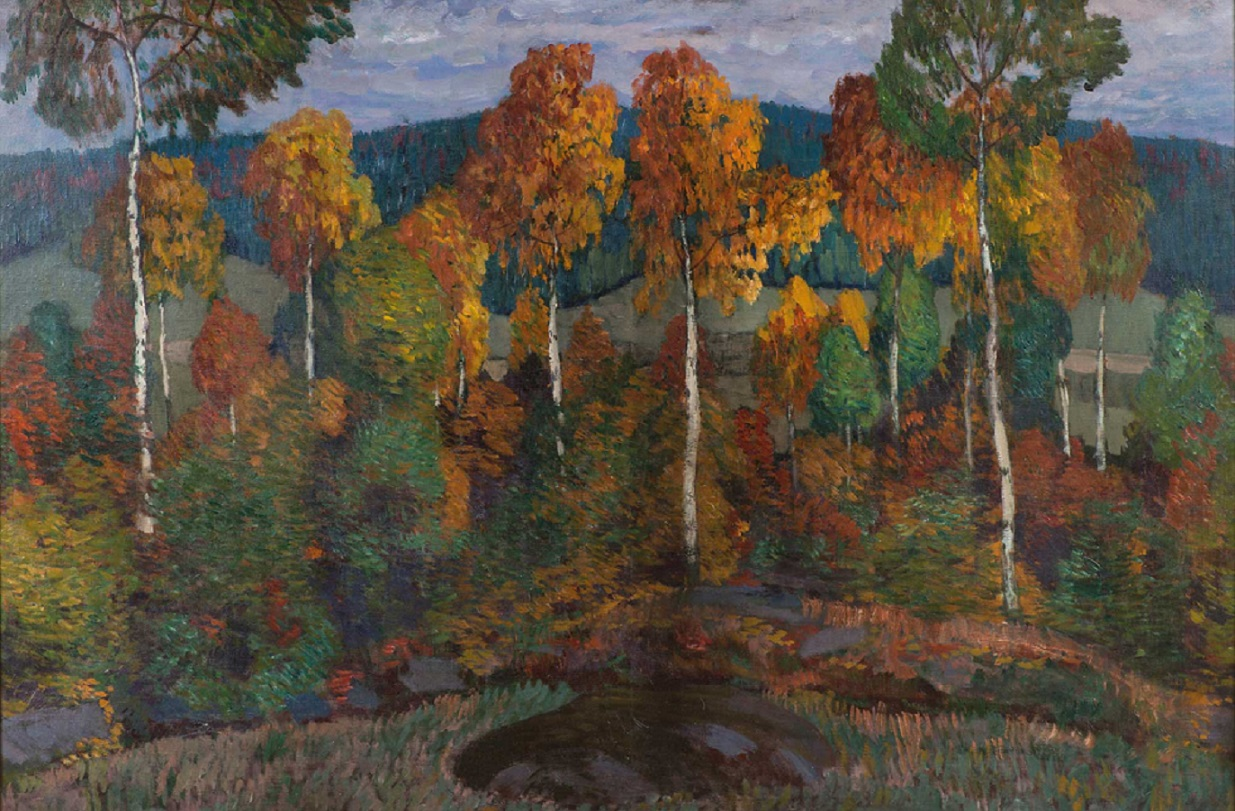
Antonín Hudeček Březový háj v podvečer
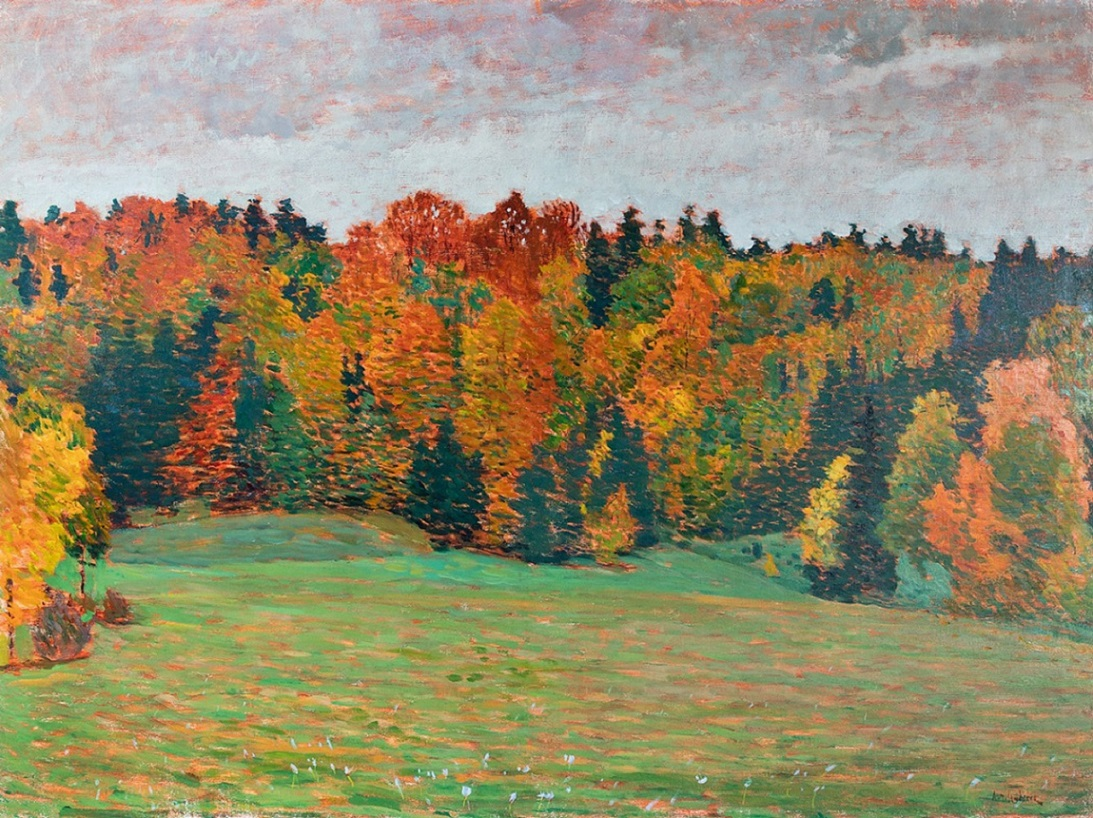
Antonín Hudeček Podzim v Orlických horách
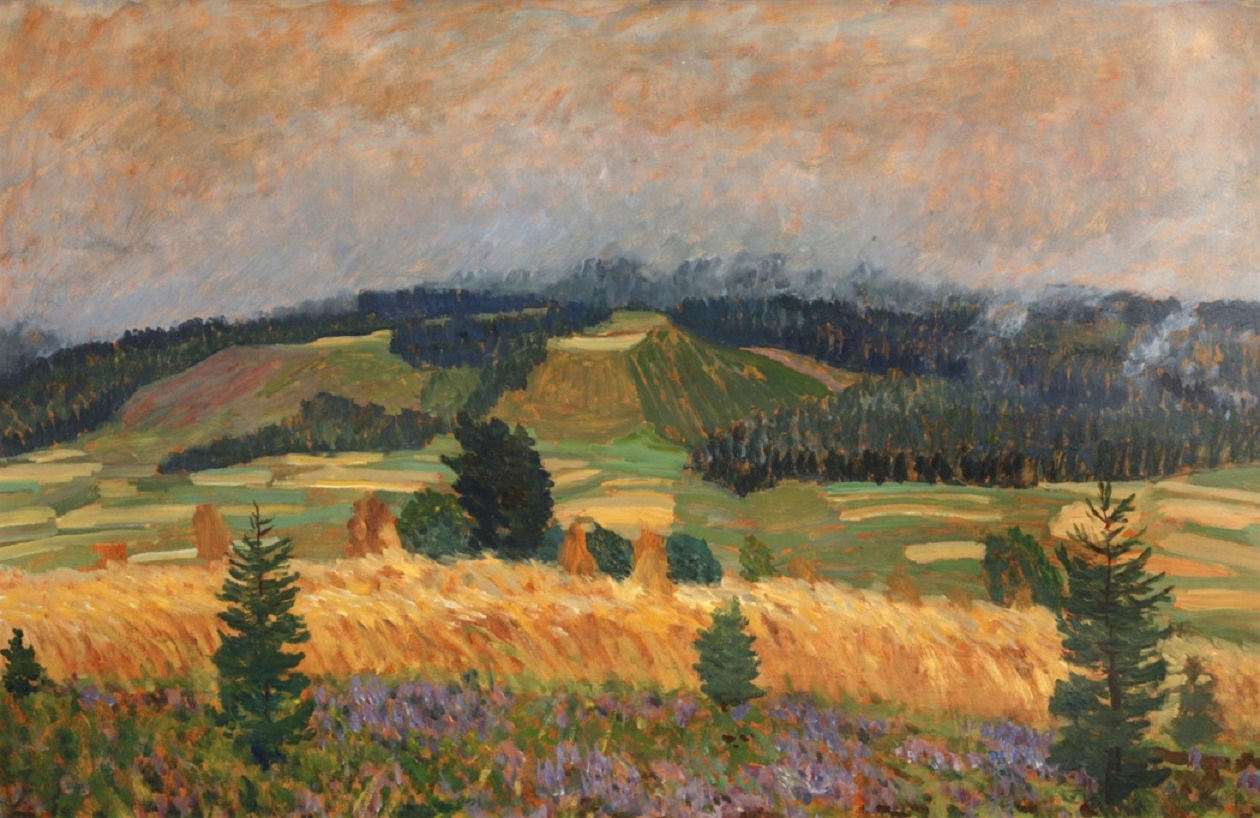
Antonín Hudeček Krajina z Machova (studie)
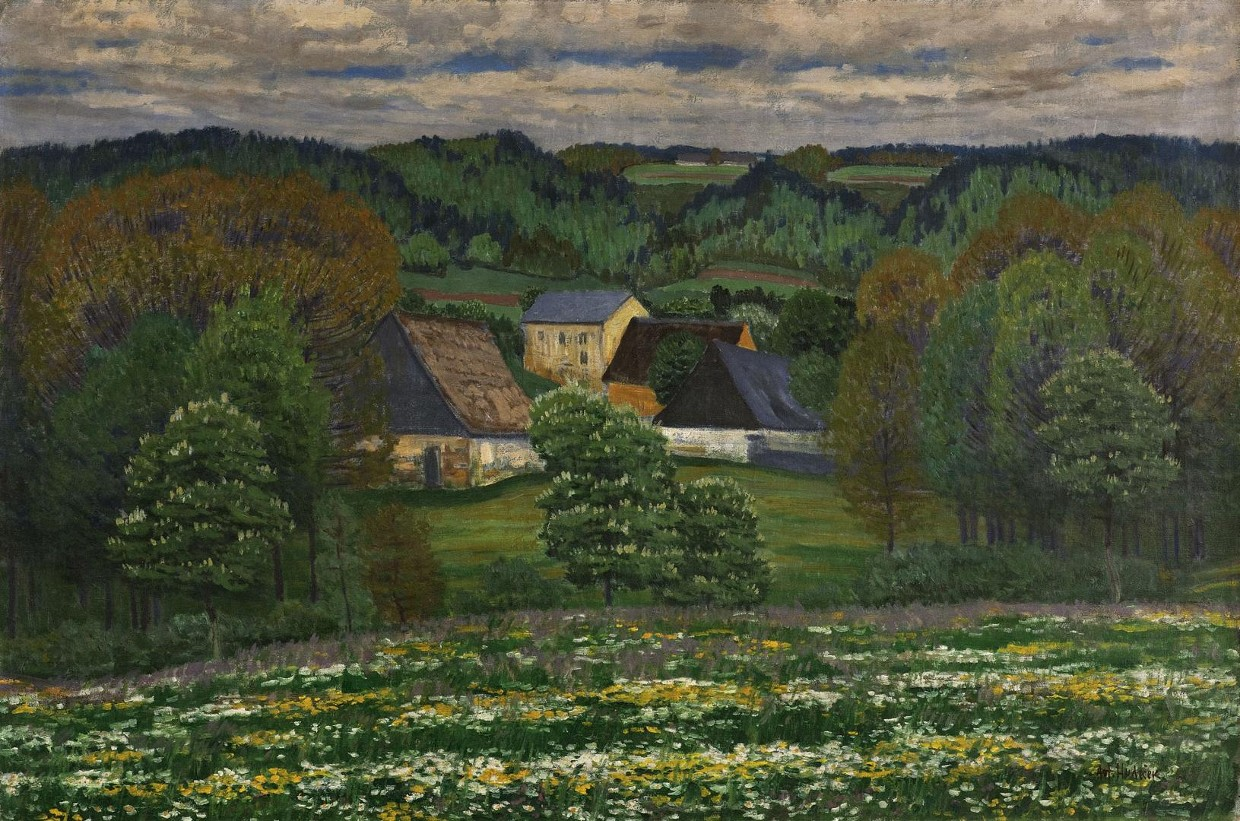
Antonín Hudeček V červnu
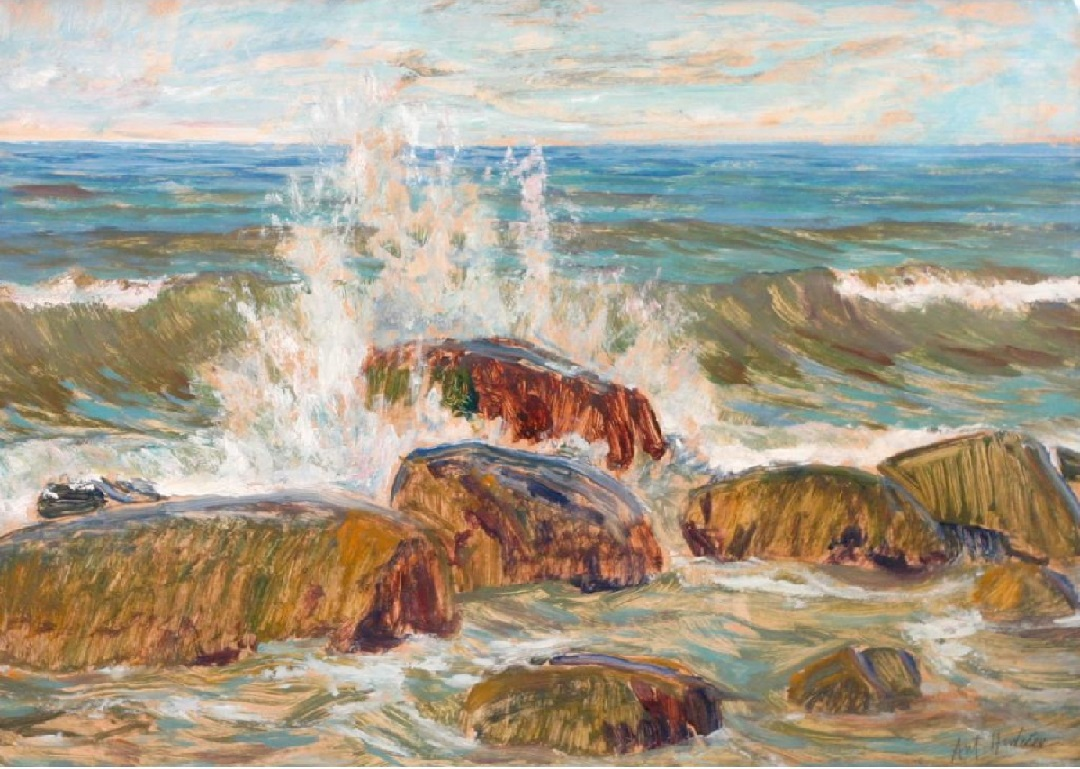
Antonín Hudeček Příliv (studie)
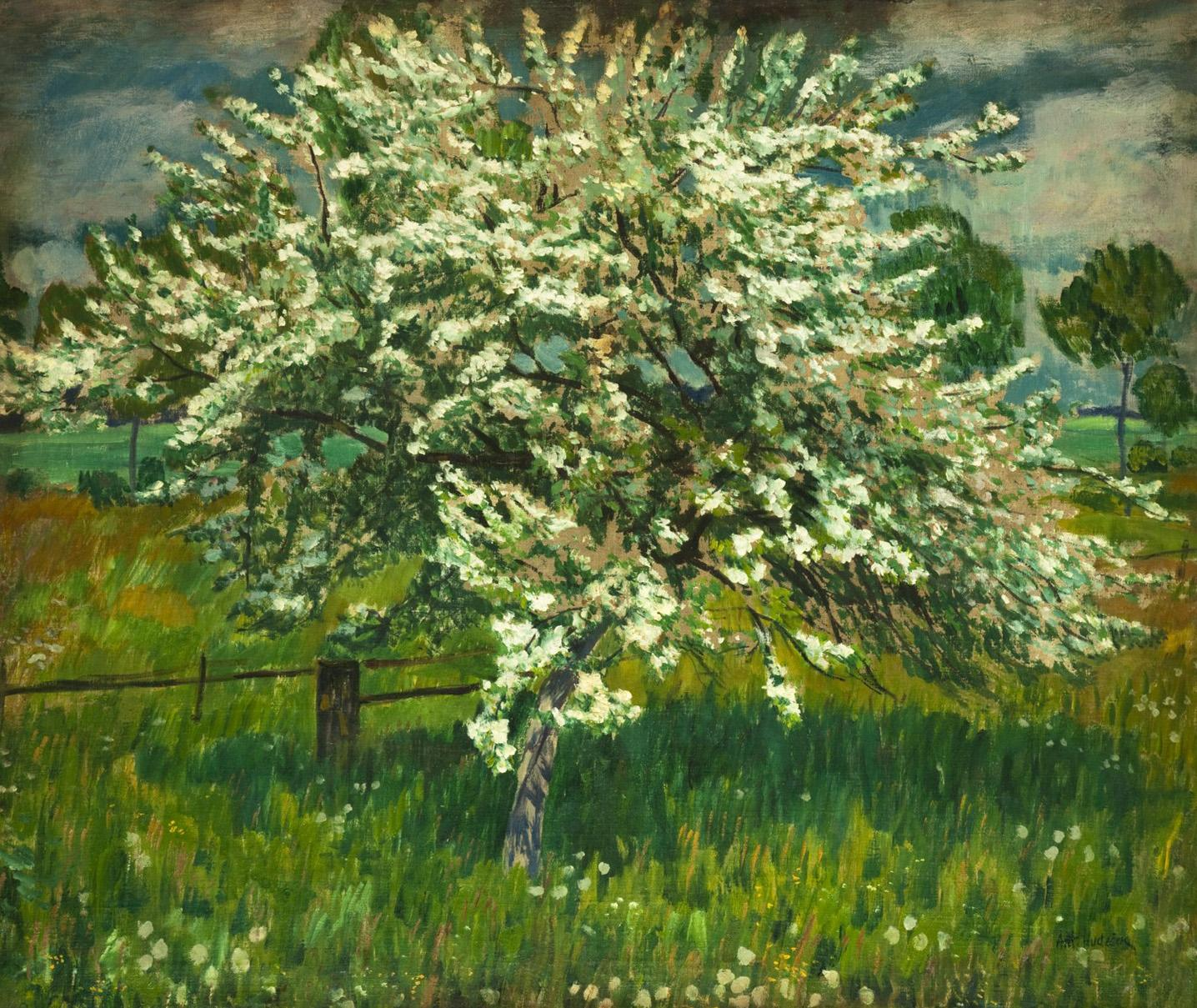
Antonín Hudeček Kvetoucí jabloň
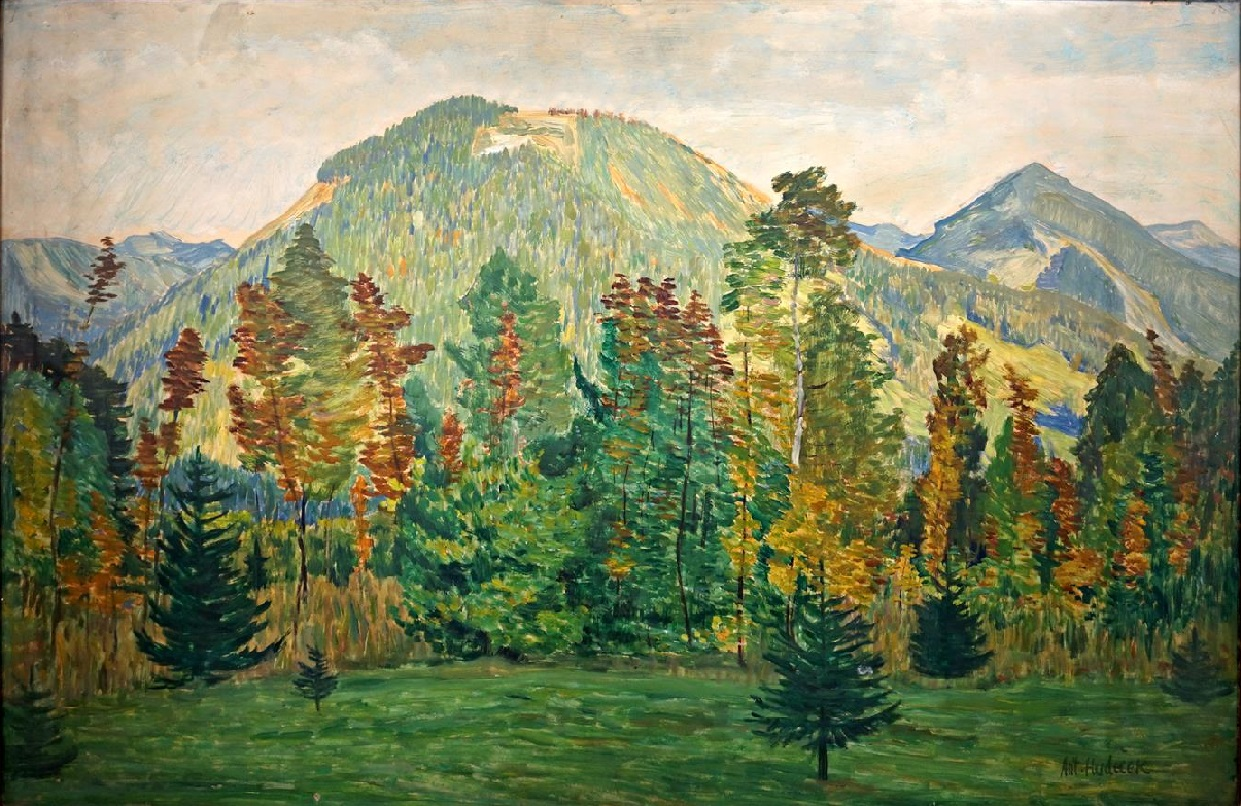
Antonín Hudeček Z Nízkých Tater
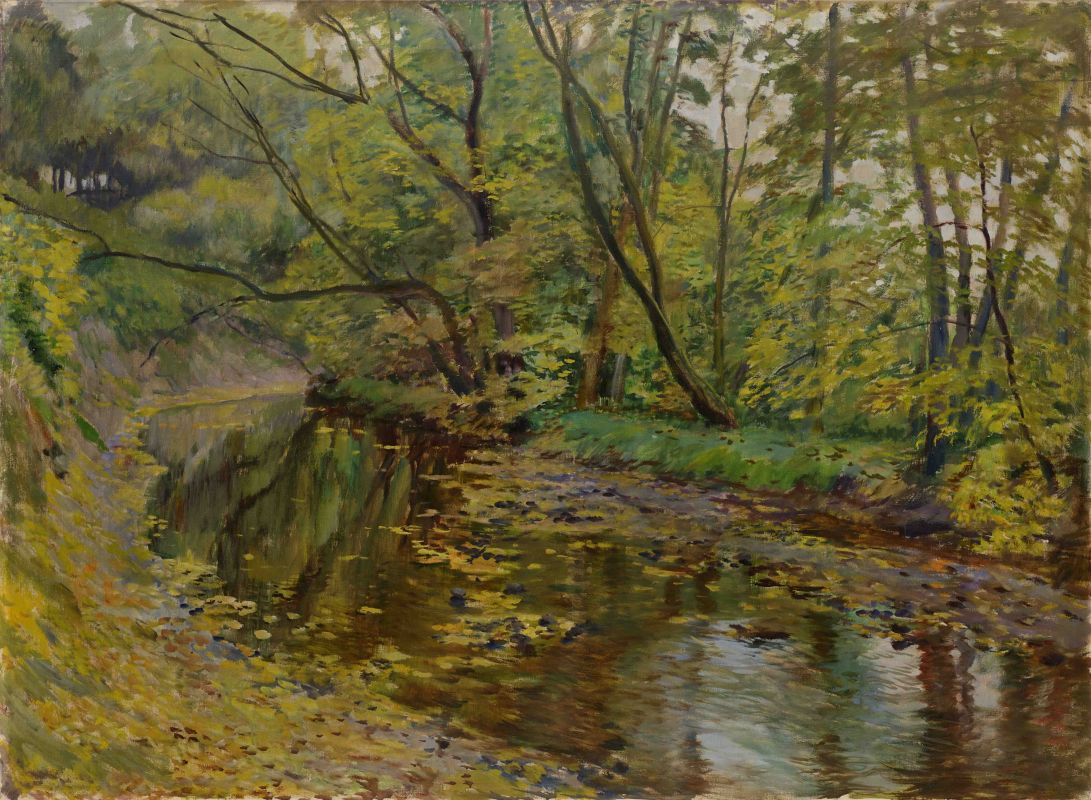
Antonín Hudeček - Rybník na podzimAntonín Hudeček Bělá na podzim
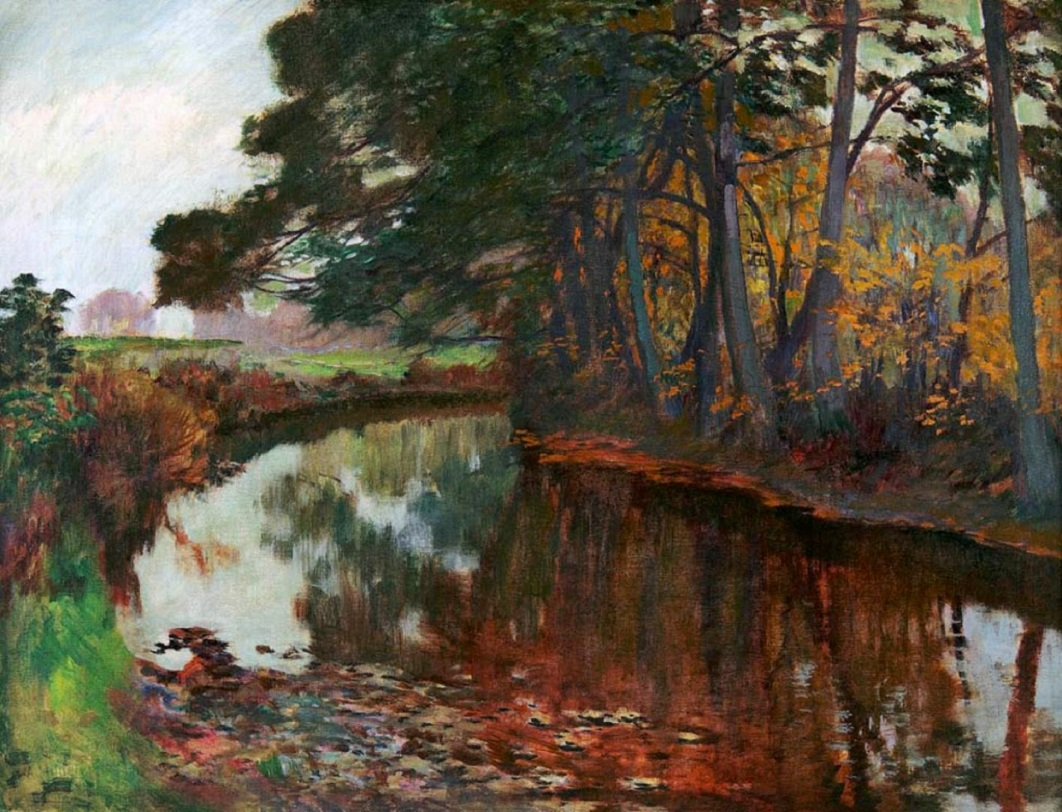
Antonín Hudeček Lesní tůň
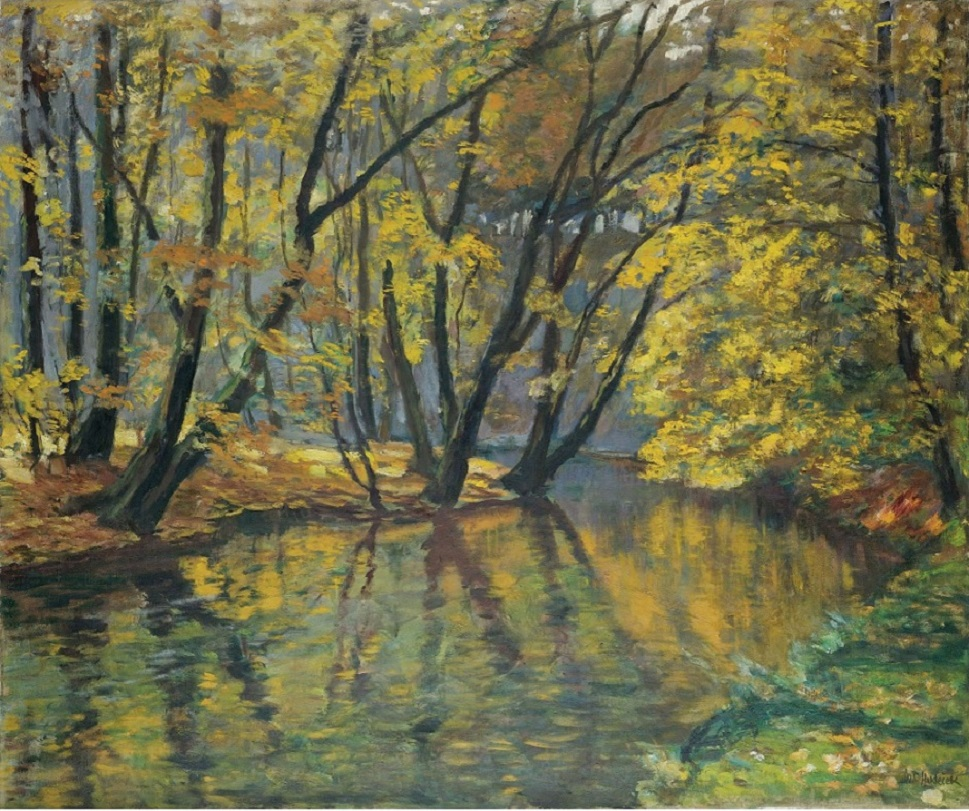
Antonín Hudeček Bělá na podzim
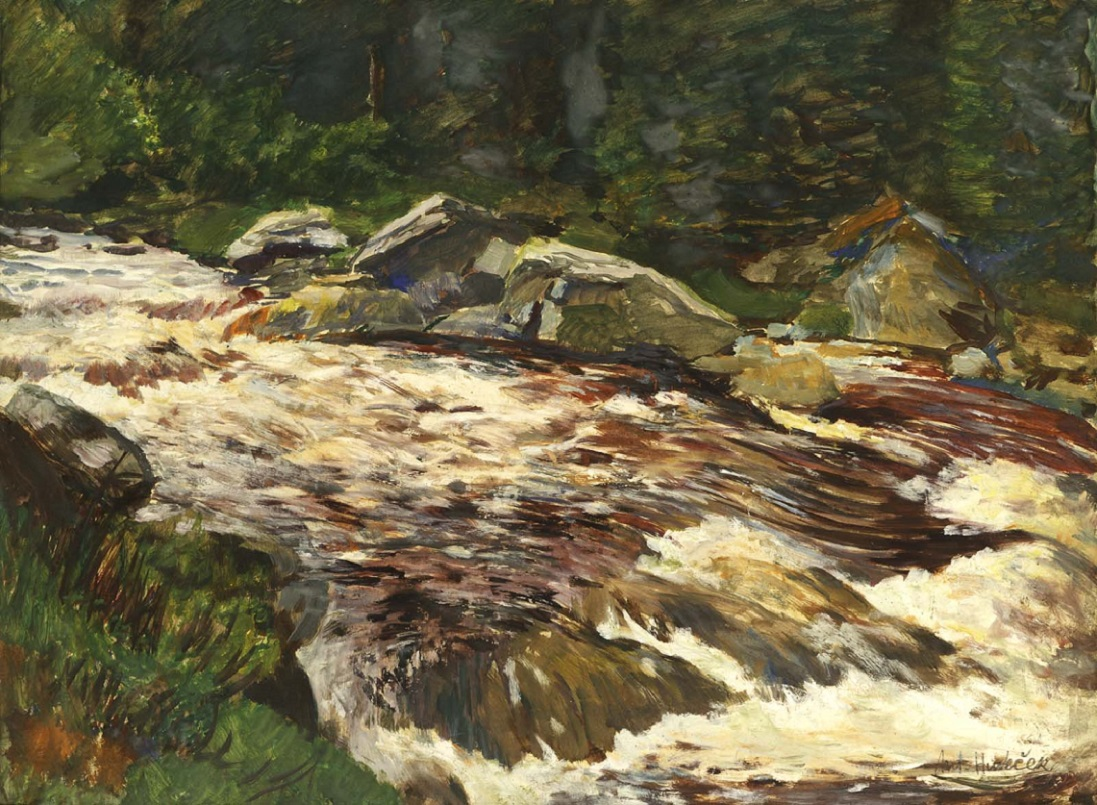
Antonín Hudeček Potok v lese (studie)
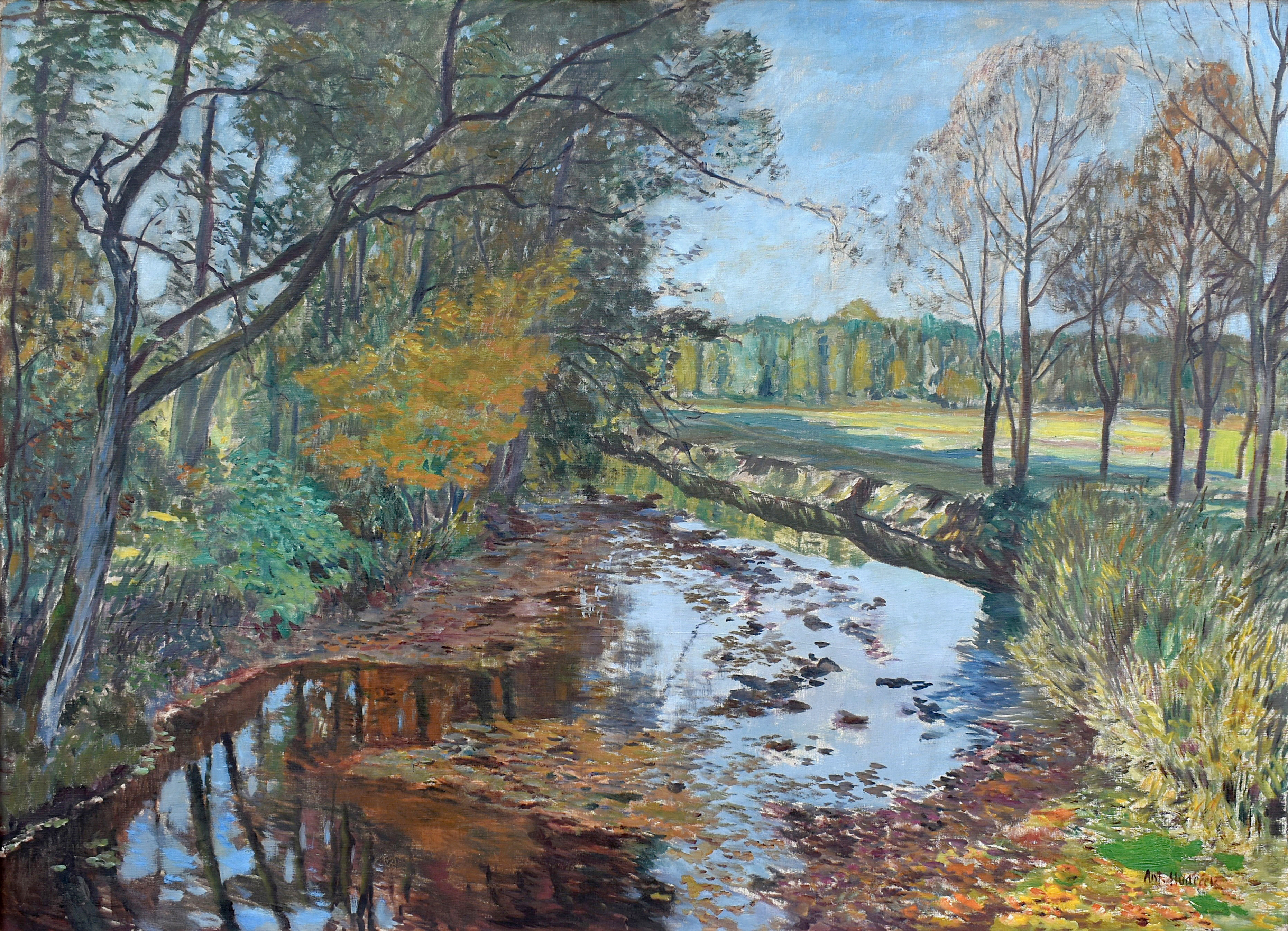
Antonín Hudeček Podzim na potoce Bělá
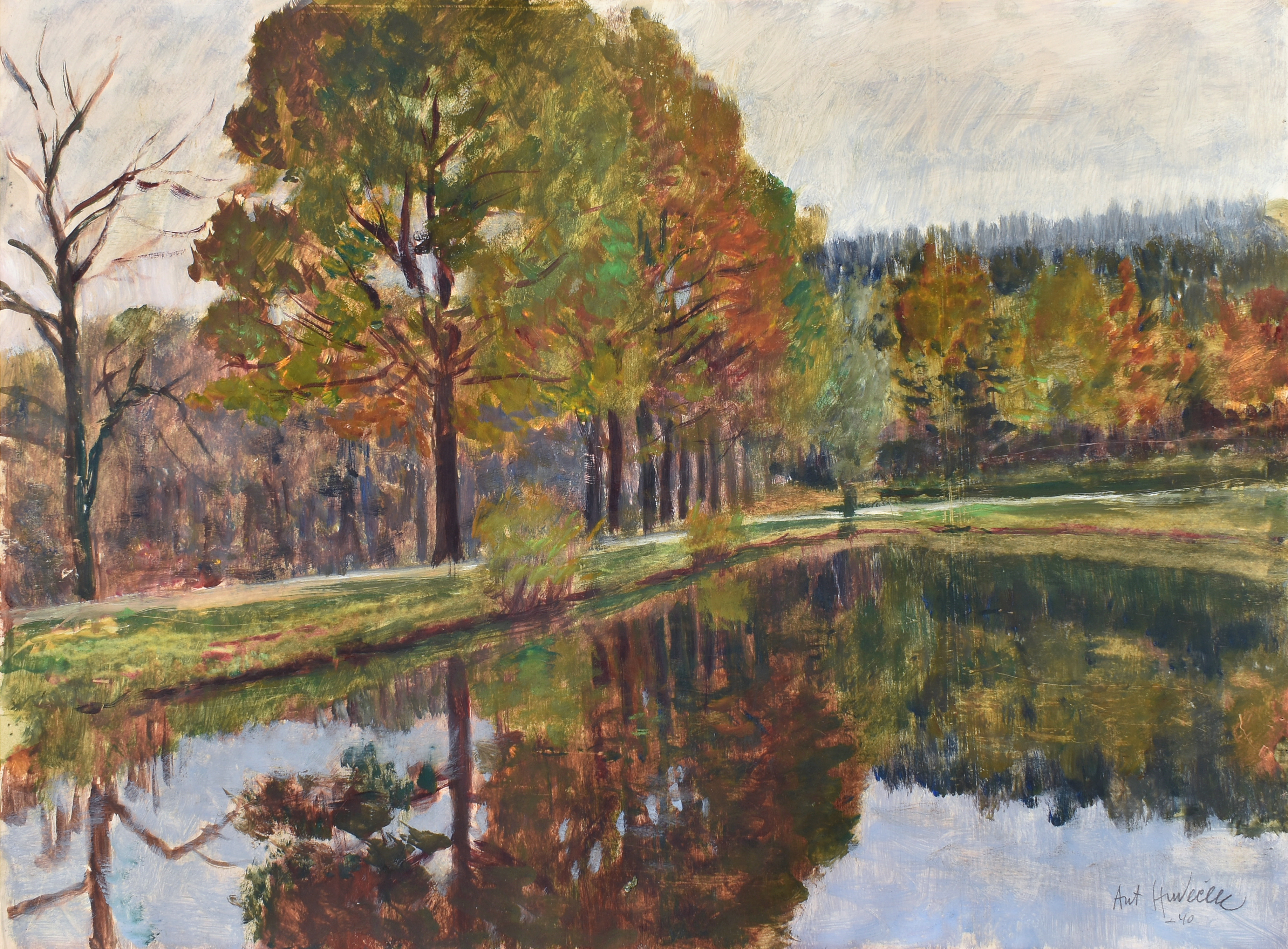
Antonín Hudeček - Rybník na podzim